# Grand Prix automobile du Brésil 1983
Résultats du Grand Prix du Brésil de Formule 1 1983 qui a eu lieu sur le circuit de Jacarepagua à Rio de Janeiro le 13 mars 1983.

## Classement
| Pos. | No | Pilote              | Écurie        | Tours | Temps/Abandon                      | Grille | Points |
| ---- | -- | ------------------- | ------------- | ----- | ---------------------------------- | ------ | ------ |
| 1    | 5  | Nelson Piquet       | Brabham-BMW   | 63    | 1 h 48 min 27 s 731 (175,335 km/h) | 4      | 9      |
| Dsq. | 1  | Keke Rosberg        | Williams-Ford | 63    | Disqualifié                        | 1      |        |
| 2    |    | Place non attribuée |               |       |                                    |        |        |
| 3    | 8  | Niki Lauda          | McLaren-Ford  | 63    | + 51 s 883                         | 9      | 4      |
| 4    | 2  | Jacques Laffite     | Williams-Ford | 63    | + 1 min 13 s 951                   | 18     | 3      |
| 5    | 27 | Patrick Tambay      | Ferrari       | 63    | + 1 min 18 s 117                   | 3      | 2      |
| 6    | 29 | Marc Surer          | Arrows-Ford   | 63    | + 1 min 18 s 207                   | 20     | 1      |
| 7    | 15 | Alain Prost         | Renault       | 62    | + 1 tour                           | 2      |        |
| 8    | 35 | Derek Warwick       | Toleman-Hart  | 62    | + 1 tour                           | 5      |        |
| 9    | 30 | Chico Serra         | Arrows-Ford   | 62    | + 1 tour                           | 23     |        |
| 10   | 28 | René Arnoux         | Ferrari       | 62    | + 1 tour                           | 6      |        |
| 11   | 4  | Danny Sullivan      | Tyrrell-Ford  | 62    | + 1 tour                           | 22     |        |
| 12   | 12 | Nigel Mansell       | Lotus-Ford    | 61    | + 2 tours                          | 21     |        |
| Dsq. | 11 | Elio De Angelis     | Lotus-Renault | 60    | Disqualifié                        | 13     |        |
| 13   | 34 | Johnny Cecotto      | Theodore-Ford | 60    | + 3 tours                          | 19     |        |
| 14   | 17 | Eliseo Salazar      | RAM-Ford      | 59    | + 4 tours                          | 26     |        |
| 15   | 9  | Manfred Winkelhock  | ATS-BMW       | 59    | + 4 tours                          | 25     |        |
| Nc.  | 33 | Roberto Guerrero    | Theodore-Ford | 53    | Non classé                         | 14     |        |
| Abd. | 16 | Eddie Cheever       | Renault       | 41    | Moteur                             | 8      |        |
| Abd. | 7  | John Watson         | McLaren-Ford  | 34    | Moteur                             | 16     |        |
| Abd. | 26 | Raul Boesel         | Ligier-Ford   | 25    | Panne électrique                   | 17     |        |
| Abd. | 23 | Mauro Baldi         | Alfa Romeo    | 23    | Collision                          | 10     |        |
| Abd. | 25 | Jean-Pierre Jarier  | Ligier-Ford   | 22    | Transmission                       | 12     |        |
| Abd. | 6  | Riccardo Patrese    | Brabham-BMW   | 19    | Échappement                        | 7      |        |
| Abd. | 31 | Corrado Fabi        | Osella-Ford   | 17    | Moteur                             | 24     |        |
| Abd. | 36 | Bruno Giacomelli    | Toleman-Hart  | 16    | Sortie de piste                    | 15     |        |
| Abd. | 3  | Michele Alboreto    | Tyrrell-Ford  | 7     | Fuite d'huile                      | 11     |        |
| Ex.  | 22 | Andrea De Cesaris   | Alfa Romeo    |       | Exclu                              |        |        |
| Nq.  | 32 | Piercarlo Ghinzani  | Osella-Ford   |       | Non qualifié                       |        |        |

## Pole position et record du tour
- Pole position : Keke Rosberg en 1 min 34 s 526 (vitesse moyenne : 191,604 km/h).
- Meilleur tour en course : Nelson Piquet en 1 min 39 s 829 au 4e tour (vitesse moyenne : 181,426 km/h).

## Tours en tête
- Keke Rosberg : 6 (1-6)
- Nelson Piquet : 57 (7-63)

## À noter
- 8e victoire pour Nelson Piquet.
- 29e victoire pour Brabham en tant que constructeur.
- 2e victoire pour BMW en tant que motoriste.
- Keke Rosberg reçoit le drapeau à damiers en 2e position à 20 s 901 de Nelson Piquet mais est disqualifié pour aide extérieure. Bizarrement les pilotes arrivés derrière lui ne profitent pas de cette disqualification, la deuxième place restant non attribuée. Elio De Angelis subit le même sort pour avoir changé de voiture tandis qu'Andrea De Cesaris est exclu de la course pour n'avoir pas respecté un contrôle.